# Hancock megye (Maine)
Hancock megye az Amerikai Egyesült Államokban, azon belül Maine államban található. Megyeszékhelye és legnagyobb városa Ellsworth. Lakosainak száma 55 478 fő (2020. április 1.). Hancock megye Penobscot, Washington, Waldo és Knox megyékkel határos.

## Népesség
A megye népességének változása:
| Lakosok száma | 54 347 | 54 530 | 54 566 | 54 845 | 54 659 | 55 478 |
|               | 2010   | 2011   | 2012   | 2013   | 2015   | 2020   |